# Wellisch Andor
Vágvecsei Wellisch Andor, teljes nevén: Wellisch Andor István, 1946-tól Vecsey Andor (Budapest, 1887. február 14. – Budapest, 1956. március 6.) zsidó származású magyar műépítész, Wellisch Alfréd építész fia.

## Pályafutása
Vágvecsei Wellisch Alfréd (1854–1941) építész és baranyavári Ullmann Vilma (1861–1945) gyermekeként született. 1910-ben szerezte diplomáját a Budapesti Műegyetemen, majd Németországban munkálkodott Bruno Möhringgel és Kaufmann Oszkárral. 1912-ben belépett apja irodájába, s 1914-ben átvette azt. 
Az első világháború idején (1914–1918 között) katonai szolgálatot teljesített, ezen belül 24 hónapon át mérnökhadnagyi beosztásban volt a fronton, főként az egyik császárvadászezred utászcsapatához beosztva. Számos kitüntetést kapott (Signum Laudis a kardokkal, koronás érdemkereszt a kardokkal, Károly csapatkereszt, sebesültérem, Marianer-Kreuz).
Eleinte belső berendezések tervezésével foglalkozott, amit később budapesti villák, nyaralók, a nagy háborút követően pedig nagyobb bérházak, illetve az Észak-Magyarországi Kőszénbánya Rt. számára számos bányatelep lakó- és kiszolgáló épületei (kultúrház, templom, iskola, vendéglő stb.) valamint ipari épületek egészítettek ki. 1925-ben adták át az általa tervezett rákosi lóversenypálya létesítményeit, melyek építését a Budapesti Új Lóversenytért Építő Rt. finanszírozta, s melynek épületeit a szaksajtóban Alpár Ignác mutatta be. Wellisch munkája során több helyen is megfordult. Irodájának vezetője 36 évig Vidarény Iván volt, aki jelentékeny részt vett ki a tervezési munkálatokból. 1920. november 15-én Budapesten házasságot kötött a nála 7 évvel fiatalabb, evangélikus vallású Brabecz Alice-zal (1895–1980), Brabecz Gyula és Führer Erzsébet leányával. 1946-ban Wellisch családi nevét Vecsey-re változtatta. Sírja a Farkasréti temetőben áll.
Érdekesség, hogy már gimnáziumi tanulmányai alatt – a nyár szünetek idején – dolgozott édesapja irodájában. Nógrád-megyei Horthy-telepét maga Horthy Miklós is meglátogatta több ízben.
Építkezései mellett 1918-tól a Székesfővárosi Árvaszék hites szakértője, biztosítóintézetek, a Magyar Általános Hitelbank, illetve egyéb magyar és külföldi bankok szakértője volt. A székesfővárosi törvényhatóságban bizottsági tagként működött (főleg városi építési ügyekkel foglalkozva), tagja volt a képzőművészeti bizottságnak és a kórházépítő bizottságnak, illetve választmányi tagja a Magyar Képzőművészeti Egyesületnek is.
Az első világháború előtt népies szecessziós stílusban, az 1920-as években újhistorizáló stílusban, az 1930-as évektől modern formában tervezi épületeit. Számos tervpályázaton vett részt. Építkezéseinél mindig szem előtt tartotta a művészi kiképzést és praktikus alaprajzot. Számos épületén art déco formai megoldások, díszítések figyelhetők meg.
A második világháború utáni építészi tevékenysége nem ismert. 1956-ban hunyt el 69 éves korában. A Farkasréti temetőben helyezték nyugalomra. Az édesapja által tervezett mauzóleumban szülei, felesége, és gyermekei együtt nyugszanak.

## Ismert épületeinek listája
| Cím                                                                      | Név | Év           | Megjegyzés | Kép |
| ------------------------------------------------------------------------ | --- | ------------ | --- | --- |
| Virányos                                                                 | villa | 1910 k.      | |     |
| Budapest, Abonyi u. 29. / Izsó u. 9.                                     | Márkus-féle bérvilla | 1911         | |     |
| Budapest, Visegrádi u.                                                   | bérház | 1912–1914    | |     |
| Budapest, Szilágyi Erzsébet fasor 33.                                    | Székely-bérház és villa | 1914         | |     |
| Budapest, Garas u. 12.                                                   | Lukács-bérvilla | 1914         | |     |
| Budapest, Retek u.                                                       | bérház | 1912–1914    | |     |
| Budapest, Trombitás u. 12.                                               | villa | 1914         | |     |
| Baglyasalja                                                              | az Északmagyarországi Kőszénbánya kb. 200 házból álló tisztviselő- és munkástelepek iskolákkal, kaszinókkal, gazdasági és jóléti épületekkel, irodákkal | 1920-as évek | |     |
| Nógrád m.                                                                | Horthy-telep | 1920-as évek | |     |
| Budapest, Albertirsai út 2.                                              | Új lóversenytér I. és II. osztályú tribünje | 1923–1924    | Münnich Aladárral közös munka. A 2 épület eredeti terveit Ruppert Vilmos készítette, azokat használta fel Wellisch munkája során.                                      |     |
| Budapest, Sas u. 25.                                                     | a Salgótarjáni Kőszánbánya székháza | 1923–1924    | |     |
| Budapest, Böszörményi út                                                 | Magyar Általános Hitelbank tisztviselő bérházcsoportja                                                                                                  | 1924         | Jónás Dáviddal közös munka. |     |
| Miskolc, Búza tér 1.                                                     | Vásárcsarnok | 1924–1926    | Adler Károly 1889-es vásárcsarnokának átépítése. Münnich Aladárral közös munka.                                                                                        |     |
| Budapest, Kozák tér 13–16.                                               | Rákospalota elemi iskola | 1928         | |     |
| Budapest, Amerikai út 25.                                                | Zuglói telefonközpont | 1930         | Az épületben később posta került kialakításra. |     |
| Budapest, Napraforgó u. 7.                                               | lakóház | 1931         | A Napraforgó utcai kísérleti lakótelep részeként. |     |
| Budapest, Pasaréti út 22.                                                | Kuttn-ház | 1931         | |     |
| Budapest, Pasaréti út 24.                                                | Kuttn-ház | 1931         | |     |
| Budapest, Pasaréti út 31.                                                | Krausz-ház | 1931         | |     |
| Pétfürdő                                                                 | Nitrogénművek és lakótelepe | 1931         | Münnich Aladárral és Quittner Ervinnel |     |
| Budapest, Hargita u. 6.                                                  | villa | 1932         | |     |
| Budapest, Mátyás út 31.                                                  | Fellner-ház | 1932–1933    | |     |
| Budapest, Széchenyi rakpart 12–13. / Kossuth Lajos tér 18. / Markó u. 1. | a Biarritz-ház homlokzatának egységesítése | 1935–1940    | A terveket több építész (Preisich Gábor, Vadász Mihály, Verő Imre, Fried Miksa, Fenyves István) készítette, Wellisch csak a homlokzatrészek egységesítését végezte el. |     |
| Budapest, Váci u. 9.                                                     | Corso mozi átépítése | 1936–1937    | |     |
| Budapest, Károly körút 25.                                               | Helvetia Rt. bérháza | 1937         | Az úgynevezett Madách-házak részeként épült meg. |     |
| Budapest, Petőfi tér 3–5.                                                | lakóház | 1937–1938    | |     |
| Budapest, Tas Vezér u. 28.                                               | lakóház | 1939         | |     |
| Budapest, Nádor u.                                                       | Hild József építette házra emeletráépítés | ?            | |     |
| Budapest, Rákospalota                                                    | Rákospalotai óvoda | ?            | |     |
| Mád                                                                      | elemi iskola | ?            | |     |

A fentieken túl számos gyárépületet, villát, bérházat tervezett, bankokat és egyéb épületeket alakított át. Ő volt az ellenőrzője az Újlipótvárosi Dunapark-háznak (1935–1937).

### Tervben maradt épületek
- ?: Generali Biztosító palotája, Budapest, Ferenc József tér[4]
- ?: MÁV tisztviselőházak[4]
- ?: bérháza, Budapest, Kálvin tér[4]
- ?: Palatinus-házcsoport[4]
- ?: bankpalota, Fiume (65 terv közül II. díj)[4]
- ?: interieur (Hauszmann-díj)[4]
- 1910: lakóház az 1100/b. hrsz. telekre, Budapest[16]
- 1914: Rákosmezei Gazdasági Iskola, Budapest[4]
- 1914: Állami Főgimnázium, Aranyosmarót[4]
- 1935: a főváros rendezési terve[5]